# Каракуль (мех)

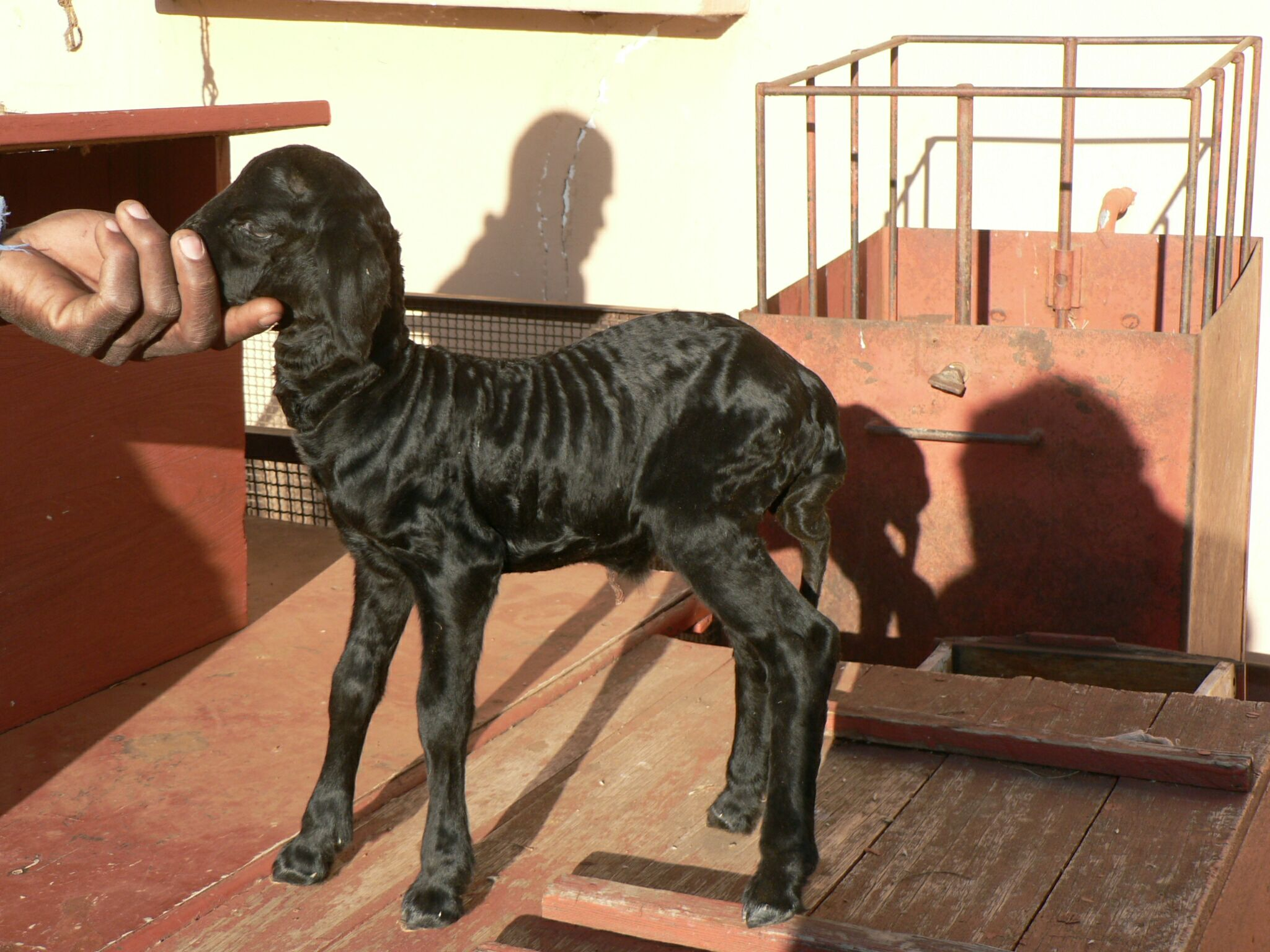
Ягнёнок каракульской породы

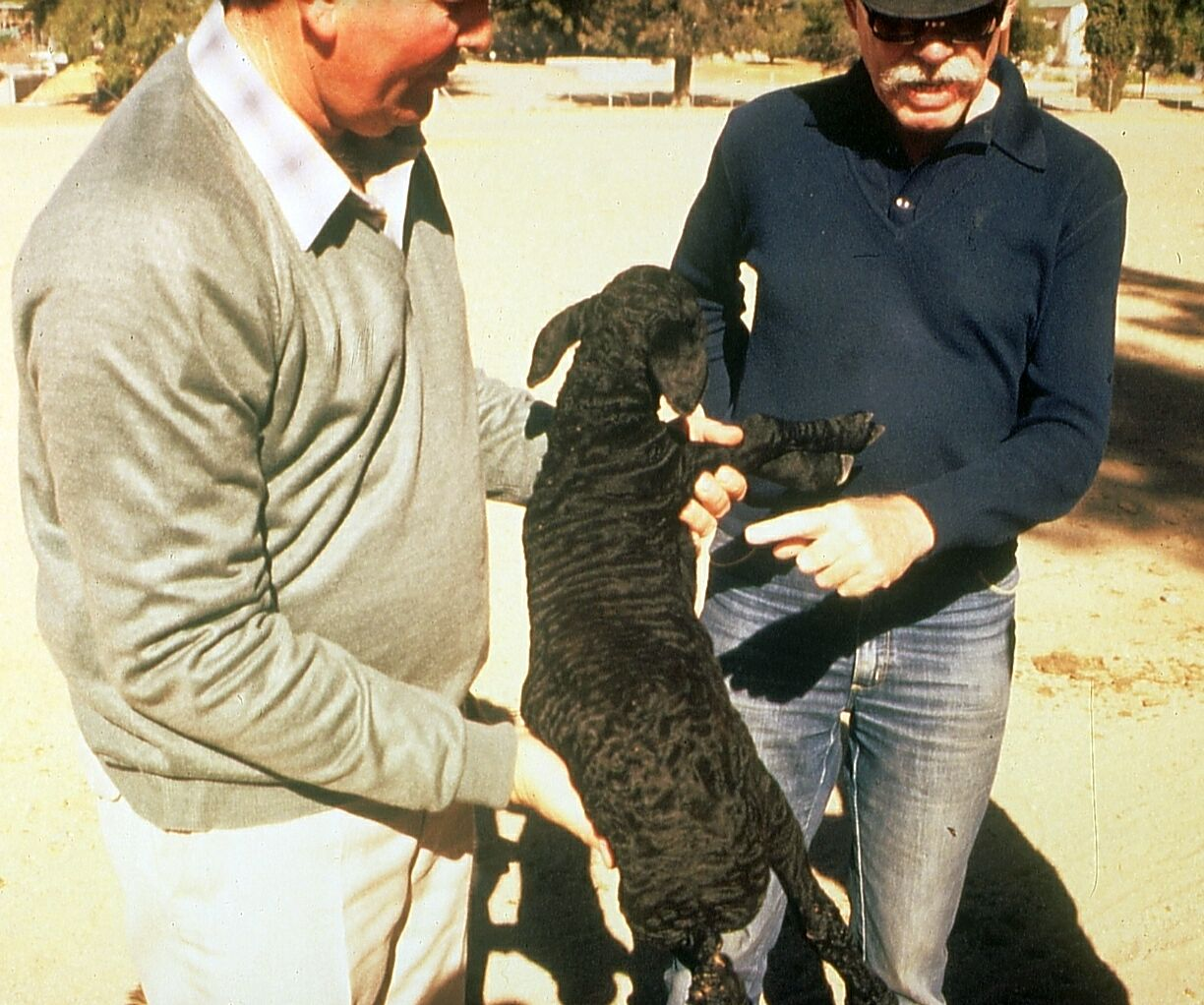
Чёрный каракуль

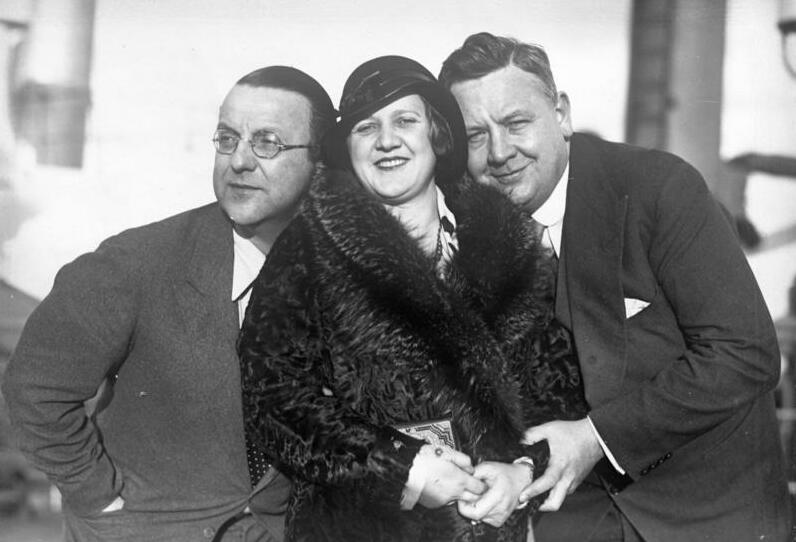
Шуба из каракуля, 1932 год

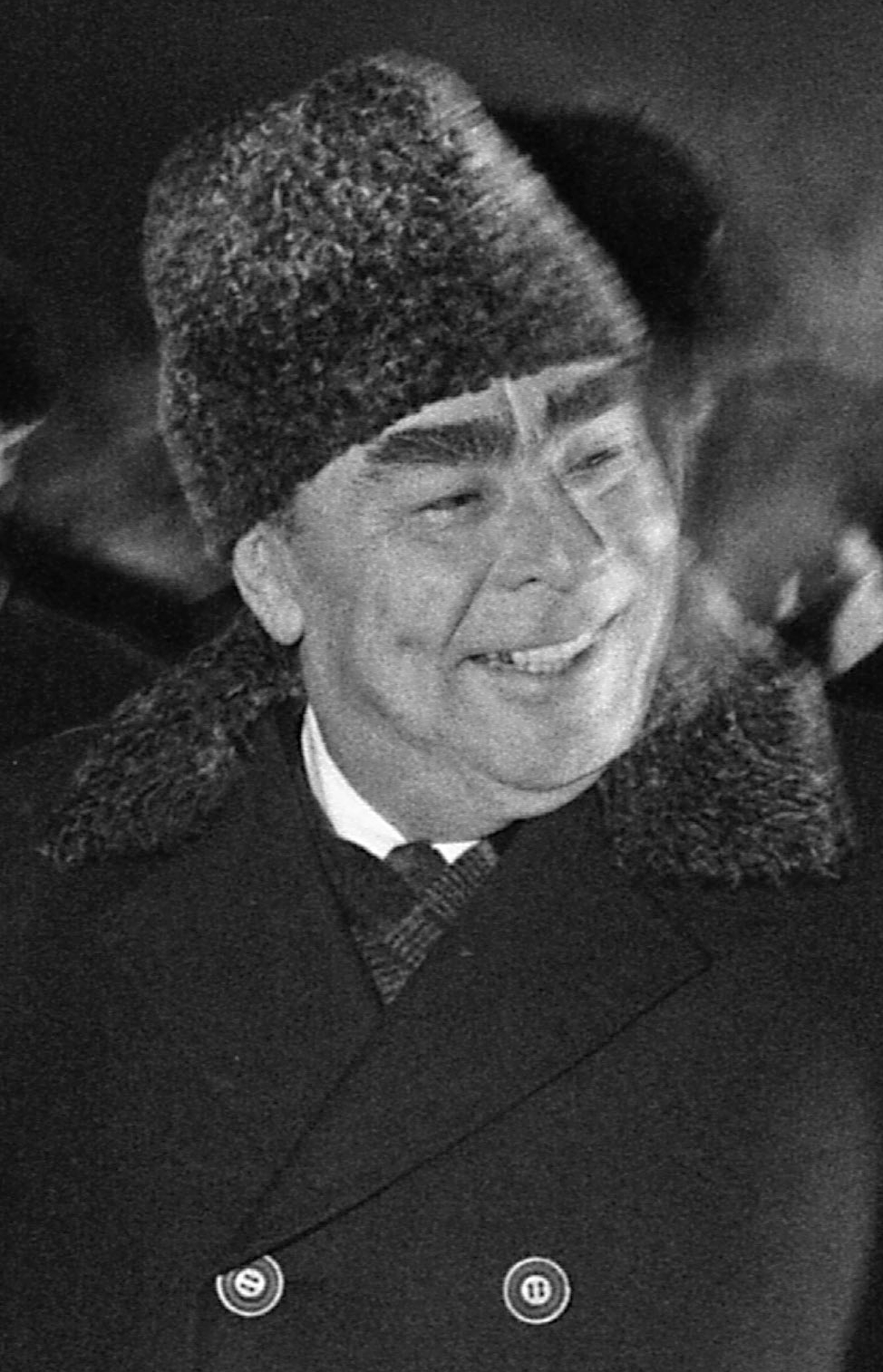
Каракулевая шапка и воротник

Кара́куль — кожа с мехом, снятая с ягнят каракульской породы на 1—3 сутки после рождения, когда их шерсть отличается густым, упругим, шелковистым волосяным покровом, образующим завитки различной формы и размеров.

## Этимология
Слово каракуль вошло в русский язык в середине XIX века. Впервые зафиксировано в энциклопедическом словаре Ильи Березина (1878) в форме с дефисным написанием кара-куль без указания ударения. Название произошло лексико-семантическим путём от узбекского топонима Кара-Куль, где разводилась особая порода овец с чёрной курчавой шерстью. Название города в свою очередь произошло от близлежащего одноимённого озера, название которого происходит от тюрк. kara «чёрный» + kul «озеро».
В западноевропейских языках каракуль называется астрахан (англ. astrakhan, фр. astrakan или astracan, исп. astracán и так далее) по названию главного торгового центра, занимавшегося когда-то торговлей каракулем, — ныне российского города Астрахани.

## Основные сведения
Первоначально каракулем назывались только натуральные шкурки ягнят каракульской породы, выведенной в древности в Средней Азии. Однако в 1960-х годах каракулем стали называть и искусственный мех с очень коротким, плотно прилегающим к ткани основы шелковистым ворсом, образующим на поверхности рельефный муаровый рисунок разных цветов: чёрный, палевый, серый. Присутствие в тюркском слове каракуль «чёрное» (озеро) — от топонима, где зародился промысел.
Каракуль является одним из самых популярных видов меха на рынке. Прародительницей всех видов нынешних каракульских овец считается узбекская каракульская овца. Эта порода овец была очень популярна у народов Средней Азии благодаря своей неприхотливости и отличной приспособляемости к условиям полупустынь. В Средние века торговые караваны возили шкуры каракуля из Бухары и Хорезма по всему Великому шёлковому пути вплоть до Средиземноморья, откуда они расходились по Европе.
Применяются для изготовления папах, шуб и иной продукции.
Объемы производства в 1920-х годах оценивались в 1013—1800 тысяч штук в год, в основном в Узбекистане и Туркменистане. В 2016 году в Узбекистане произведено 57,6 тыс. тонн каракуля (1058,2 тыс. шт.). Также производится в Казахстане.
Искусственный заменитель каракуля готовят в том числе из нити капрона.